# Vall de Almonacid (kommunhuvudort)
Vall de Almonacid är en kommunhuvudort i Spanien.   Den ligger i provinsen Província de Castelló och regionen Valencia, i den östra delen av landet, 280 km öster om huvudstaden Madrid. Vall de Almonacid ligger 467 meter över havet och antalet invånare är 261.
Terrängen runt Vall de Almonacid är kuperad. Runt Vall de Almonacid är det glesbefolkat, med 15 invånare per kvadratkilometer. Närmaste större samhälle är Onda, 17,7 km öster om Vall de Almonacid. 